# Stuart Irving
Keith Stuart "Stu" Irving, född 2 februari 1949 i Beverly i Massachusetts, är en amerikansk före detta ishockeyspelare.
Irving blev olympisk silvermedaljör i ishockey vid vinterspelen 1972 i Sapporo.